# Spectreman
 (septembre 2016).
Si vous disposez d'ouvrages ou d'articles de référence ou si vous connaissez des sites web de qualité traitant du thème abordé ici, merci de compléter l'article en donnant les références utiles à sa vérifiabilité et en les liant à la section « Notes et références ».
Spectreman (スペクトルマン, Supekutoruman) est une série télévisée japonaise en 63 épisodes, créée par Ushio Shoji, qui a été diffusée pour la première fois du 2 janvier 1971 au 25 mars 1972 sur Fuji TV.
La version française a été diffusée en premier sur TMC en 1981. En France, seuls 35 épisodes ont été diffusés à partir du 6 juillet 1982 sur Antenne 2 dans l'émission Récré A2.

## Synopsis
La série se déroule au XXe siècle, dans un monde où la pollution est devenue un problème d'envergure internationale. Pire encore, le Dr Gori, un homme-singe extraterrestre d'une intelligence diabolique, cherche à s’emparer du pouvoir en créant des créatures monstrueuses à partir de la pollution générée par les humains. En réponse aux agissements de Gori, la Fédération Galactique dépêche alors Nébula 79, un satellite artificiel dont la fonction est la sauvegarde des planètes sous-développées de l'univers, pour prendre la situation en mains. Ordinator, l'entité invisible qui dirige Nébula 79, envoie son meilleur agent, le cyborg Spectreman, pour contrecarrer les plans du Dr Gori. Mais Spectreman doit toutefois conserver son identité secrète pour agir efficacement, aussi revêt-il une apparence humaine dans la vie de tous les jours, endossant le rôle d'un garçon de bureau gaffeur du nom de Georges, qui travaille au sein de la brigade anti-pollution de Tokyo.

## Accroche du générique
La planète Terre... La ville Tokyo... Comme toutes les villes à la surface du globe, Tokyo est en train de perdre la bataille contre ses deux ennemis les plus mortels : la dégradation de la nature et la pollution. En dépit des efforts désespérés de toutes les nations, l'air, la mer, les continents, perdent de plus en plus leur capacité à entretenir toute forme de vie... Quel est leur dernier recours ? SPECTREMAN !

## Distribution
- Tetsuo Narikawa (VF : Yves-Marie Maurin) : Georges / Spectreman
- Tōru Ōhira (VF : Jacques Deschamps) : Kurata, le chef de la brigade anti-pollution
- Kazuo Arai (VF : Philippe Bellay) : Takashi « Otto » Ota
- Machiko Konish/Gara Takatori (VF : Sylvie Feit) : Rie « Rita » Endo
- Takanobu Toya (VF : Georges Atlas) : Dr Gori
- Koji Uenishi (VF : Pierre Garin) : Karas
- Koji Ozaki : Toshio « John » Arito
- Yoko Shin (VF : Claude Chantal) : Mineko « Margaret » Tachibana
- Takamitsu Watanabe (VF : Julien Thomast) : Nobuyoshi « Arthur » Kaga
- Kôji Kobayashi	: Ordinator (VF : Raoul Delfosse) / Narrateur (VF : Jean-Claude Michel)

## Épisodes
1. L'Ennemi venu d'ailleurs (ゴリ・地球を狙う! "Gori, Chikyu o Nerau !")
2. Hedron passe à l'attaque (公害怪獣ヘドロンを倒せ! "Kougai-kaiju Hedoron o Taose !")
3. La Menace de Zeron (青ミドロの恐怖 "Ao-midoro no Kyoufu")
4. Alerte à l'homme singe (ラー地球人をさぐる "Rah, Chikyu-jin o Saguru")
5. Danger, air empoisonné (1/2) (恐怖の公害人間!! "Kyoufu no Kougai-ningen")
6. Danger, air empoisonné (2/2) (美くしい地球のために!! "Utsukusii Chikyu no Tameni !!")
7. Le Brouillard qui tue (1/2) (黒の恐怖 "Kuro no Kyoufu")
8. Le Brouillard qui tue (2/2) (決斗!!ゴキノザウルス "Ketto !! Gokinozaurusu")
9. Le Rat à deux têtes (1/2) (恐怖のネズバートン "Kyoufu no Nezubahdon")
10. Le Rat à deux têtes (2/2) (怪獣列車を阻止せよ!! "Kaiju-ressha o Soshi Seyo")
11. Le Monstre humain (1/2) (巨大怪獣ダストマン出現!! "Kyodai-kaiju Dustman Shutsugen !")
12. Le Monstre humain (2/2) (よみがえる恐怖!! "Yomigaeru Kyoufu")
13. Les Eaux empoisonnées (1/2) (ヘドロン大逆襲 (前編) "Hedoron Dai-gyakushu Zenpen")
14. Les Eaux empoisonnées (2/2) (ヘドロン大逆襲 (后編) "Hedoron Dai-gyakushu Kouhen")
15. Le jour où la Terre trembla (1/2) (大地震東京を襲う!! "Dai-jishin Tokyo o Osou")
16. Le jour où la Terre trembla (2/2) (モグネチュードンの反撃!! "Mogunechudon no Hangeki !")
17. Le Monstre venu des Abysses (1/2) (空とぶ鯨サンダーゲイ "Sora-tobu Kujira Thunder-gei !")
18. Le Monstre venu des Abysses (2/2) (怪獣島に潜入せよ!! "Kaiju-tou ni Sennyu Seyo")
19. Terreur dans la ville nouvelle (1/2) (吸血怪獣バクラー現わる!! "Kyuuketsu-kaiju Bakurah Arawaru !")
20. Terreur dans la ville nouvelle (2/2) (怪獣バクラーの巣をつぶせ!! "Kaiju Bakurah no Su o Tsubuse !")
21. Terreur sous la mer (1/2)  (謎のズノウ星人対ギラギンド "Nazo no Zunou-seijin Tai Giragindo")
22. Terreur sous la mer (2/2) (二刀流怪獣ギラギンド大あばれ! "Nitou-ryu Kaiju Giragindo oh-abare !")
23. Titre français inconnu (交通事故怪獣クルマニクラス!! "Koutsuu-jiko Kaiju Kurumanikurasu !")
24. Titre français inconnu (危うし!!クルマニクラス "Ayaushi ! Kurumanikurasu")
25. Satan arrive (1/2) (マグラー、サタンキング二大作戦!! "Magurah, Satanking Nidai-sakusen !")
26. Satan arrive (2/2) (二大怪獣東京大決戦!! "Nidai-kaiju Tokyo Dai-kessen !")
27. Titre français inconnu (大激戦!!七大怪獣 "Dai-gekisen ! 7 dai-kaiju")
28. Titre français inconnu (サラマンダー恐怖の襲撃!! "Saramandah Kyoufu no Shuhgeki")
29. Titre français inconnu (兇悪怪獣サラマンダーを殺せ!! "Kyouaku-kaiju Saramandah o Korose")
30. Terreur sur la mer (1/2) (タッグマッチ怪獣恐怖の上陸!! "Tag Match Kaiju Kyoufu no Jouriku")
31. Terreur sur la mer (2/2) (あの灯台を救え!! "Ano Toudai o Sukue !")
32. Le Dragon à trois têtes (1/2) (よみがえる三つ首竜!! "Yomigaeru Mitsu-kubi-ryu")
33. Le Dragon à trois têtes (2/2) (SOS!!海底油田 "SOS ! Kaitei-yuden")
34. La Légende du Lunarien (1/2) (ムーンサンダーの怒り!! "Moonthunder no Ikari")
35. La Légende du Lunarien (2/2) (スペクトルマンが死んだ!? "Spectreman ga Shinda !?")
36. Les Chasseurs de monstres (死斗!!Gメン対怪獣ベガロン "Shitou ! G-men tai Kaiju Begaron")
37. L'Invasion des hommes singes (ゴリの円盤基地爆破大作戦!! "Gori no Enban-kichi Bakuha Dai-sakusen")
38. Le Sphinx des années-lumière (スフィンクス前進せよ!! "Sphinx Zensin seyo")
39. La Grotte des araignées (怪獣地区突破作戦!! "Kaiju-chiku Toppa-sakusen")
40. Le monstre qui aimait la musique (1/2) (草笛を吹く怪獣 "Kusa-bue o fuku Kaiju")
41. Le monstre qui aimait la musique (2/2) (ガス怪獣暁に死す!! "Gas Kaiju Akatsuki ni Shisu")
42. Titre français inconnu (宇宙から来た太陽マスク "Uchu kara kita Taiyou-mask")
43. Titre français inconnu (怪獣カバゴンの出現!! "Kaiju Kabagon no Shutsugen !!")
44. Titre français inconnu (宇宙の通り魔キュドラー星人 "Uchu no Tohri-ma Kyudorah-seijin")
45. Titre français inconnu (パル遊星人よ永遠なれ!! "Pal-yuusei-jin yo Eien nare")
46. Titre français inconnu (死者からの招待状 "Shisha kara no Shoutai-jou")
47. Titre français inconnu (ガマ星人攻撃開始!! "Gama-seijin Kougeki Kaishi !!")
48. Titre français inconnu (ボビーよ怪獣になるな!! "Bobby yo Kaiju ni Naruna !!")
49. Titre français inconnu (悲しき天才怪獣ノーマン "Kanashiki Tensai-kaiju Noman")
50. Titre français inconnu (イゴール星人を倒せ!! "Igohru-seijin o Taose !")
51. Titre français inconnu (コバルト怪獣の謎 "Cobalt Kaiju no Nazo")
52. L’Homme oiseau (怪獣マウントドラゴン輸送大作戦!! "Mount Dragon Yusou Dai-sakusen !!")
53. Titre français inconnu (恐怖の鉄の爪 "Kyoufu no Tetsu no Tsume")
54. Titre français inconnu (打倒せよ!!コンピューター怪獣 "Datou-seyo ! Computer-kaiju")
55. Titre français inconnu (スペクトルマン暗殺指令!! "Spectreman Ansatsu-shirei")
56. Titre français inconnu (宇宙の殺し屋流星仮面 "Uchu no Korosi-ya Ryusei-kamen")
57. Titre français inconnu (魔女グレートサタンの復活 "Majo Great Satan no Fukkatsu")
58. Titre français inconnu (まぼろしの怪獣ゴルダ "Maborosi no Kaiju Goruda")
59. Titre français inconnu (地獄の使者ジェノス星人 "Jigoku no Shisha Genos-seijin")
60. Titre français inconnu (怪獣ドクロン死の踊り "Kaiju Dokuron Shi no Odori")
61. Titre français inconnu (恐怖の怪獣ショー "Kyoufu no Kaiju-show")
62. Spectre Flash (1/2) (最後の死斗だ猿人ゴリ!! "Saigo no Shitou da Enjin Gori")
63. Spectre Flash (2/2) (さようならスペクトルマン "Sayounara Spectreman")

## Commentaires
À la différence d'autres superhéros venus du Japon, Georges ne peut pas se transformer en Spectreman à volonté ; seul Ordinator peut l'y autoriser. Georges crie alors « Je suis prêt ! », et Ordinator lui redonne sa forme de cyborg. Sous cette forme, Spectreman est capable de voler et de changer de taille ; il combat au moyen de shurikens, et son arme ultime est le spectre-flash, un rayon d'énergie multicolore utilisé pour porter le coup de grâce à un ennemi.
Le personnage de Spectreman était un militant écologiste avant l’heure. La série apparaît aujourd'hui très désuète, notamment parce que ses trucages ont mal vieilli, mais elle conserve un charme. Spectreman a également le mérite d'être une série non manichéenne. En effet, tout cyborg invincible qu'il est, le héros possède ses faiblesses et éprouve des sentiments humains ; Ordinator, pour sa part, ne se révèle pas toujours bienveillant envers les humains, et est parfois prêt à sacrifier certains d'entre eux pour le bien du plus grand nombre, ce à quoi Spectreman se refuse souvent. Enfin, dans certains épisodes, les monstres que le héros est censé combattre nous sont présentés comme sympathiques, et avant tout eux aussi victimes de la pollution.
Spectreman fut en France le premier d’une longue suite de héros japonais combattant le mal, qui ont animé l'enfance de plusieurs générations : San Ku Kaï, X-Or, Bioman, et plus tard les Power Rangers américains.
Tetsuo Narikawa, l'acteur qui jouait le rôle humain de Spectreman, est décédé le 1er janvier 2010 à l'âge de 65 ans, d'un cancer des poumons.
La planète de Spectreman s'appelle Nebula 71 dans la VO, 71 étant l'année de production. Dans la VF, elle devient Nebula 79, d'après l'année du doublage francophone.
Dans le dernier épisode, Gori se considère vaincu après la mort de ses subordonnés, et fait face seul à Spectreman. Ce dernier tente de le raisonner et essaye de le convaincre de mettre son intelligence au service du bien, afin d'aider les Terriens à vaincre la pollution une fois pour toutes, mais Gori déclare avec regret qu'il n'est pas doué pour le bien, et qu'il a la passion de la dictature, avant de se donner la mort... Une fin assez inhabituelle pour un personnage de "méchant" dans ce type de série.

## Arrivée en France
Spectreman devait être diffusé en France le 14 septembre 1979 comme l'annonçaient les médias de l'époque, avant d'être déprogrammé au profit de San Ku Kaï, ce qui explique pourquoi nombre de produits dérivés (verres à moutarde, albums d'images, etc.) se sont retrouvés sur le marché français trois ans avant la diffusion hertzienne.
Sur les 37 épisodes répertoriés dans leur version française, seules les deux parties de Satan arrive n'ont jamais été diffusées à la télévision ; elles ont cependant été éditées en VHS. En outre, le nombre d'épisodes doublés reste incertain. Au moins 37 le furent par la SOFI.
La version diffusée en France est en réalité un remontage américain expurgé et raccourci produit par Richard L. Rosenfeld, excluant un certain nombre de scènes jugées trop violentes ou sanglantes pour le public des États-Unis. Le générique est lui aussi une adaptation par Jean-Pierre Jaubert du thème américain écrit et composé par Jerry Winn, Gregory Sill et Bod Todd.
Il y eut deux génériques français. Le premier, interprété par Marc Pascal, fut utilisé pour les différentes sorties en VHS vers 1981. Il est remplacé par un second générique français interprété par Richard Dewitte pour la diffusion sur Antenne 2. C'est ce dernier qui fut édité en 45 tours. Richard Dewitte reconnaîtra que ce choix était avant tout « alimentaire ».

## Produits dérivés

### VHS
- France :

Un certain nombre de cassettes VHS furent éditées en France avant la diffusion télévisée en 1982 :
- Spectreman - L’ennemi venu d’ailleurs - Super Video Production (épisodes 1 et 2)
- Spectreman - La menace de Zeron - Super Video Production (épisodes 3 et 4)
- Spectreman - Air empoisonné - Super Video Production (épisodes 5 et 6)
- Spectreman - Le Brouillard qui tue - Super Video Production (jaquette blanche, épisodes 7 et 8)
- Spectreman - Le Brouillard qui tue - Super Video Production (jaquette bleue, épisodes 1 à 4)
- Spectreman - Le Rat à deux têtes - Familia (épisodes 9 et 10)
- Spectreman - Le Monstre Humain - Video Moderne (épisodes 11 et 12)
- Spectreman - Terreur dans la ville nouvelle - Topodis Video (épisodes 19 à 20)
- Spectreman - Terreur sous la mer - Conseil Video (épisodes 21 à 22)
- Spectreman - Terreur sous la mer - Topodis Video (épisodes 21 à 22)
- Spectreman - Satan Arrive - Topodis Video (épisodes 25 et 26).

### Bande dessinée
- France :

La popularité du personnage auprès du jeune public français lui vaut d'être publié dans la Collection Télé Junior en avril 1982, soit quatre mois avant sa diffusion télévisée après avoir été édité sous forme de courtes histoires dans le magazine Télé junior. Sept histoires sont ainsi présentes, toutes sous le même titre : Un enfant comme les autres, sur des scénarios signés Serge et des dessins de Roland Garel. L'album de 48 pages en grand format a une couverture souple et est broché.

### Livres illustrés
- France :

Rouge et Or sort au début des années 1980 trois livres illustrés en association avec Antenne 2 :
- Panique dans l'île, octobre 1982
- Le Dragon à trois têtes, janvier 1983
- Les Monstres attaquent, mai 1983